# فرانچسکا پومری
فرانچسکا پومری (انگلیسی: Francesca Pomeri؛ زادهٔ ۱۸ فوریهٔ ۱۹۹۳) ورزشکار واترپلو اهل ایتالیا است.
وی در مسابقات کشوری و بین‌المللی در مجموع برندهٔ ۱ مدال نقره، ۲ مدال برنز شده‌است.